# Lucas Porcar Texidó
Lucas Porcar Texidó (San Cugat del Vallés, Barcelona, Cataluña, España, 18 de febrero de 1990) es un exfutbolista español. Con la selección española consiguió el título europeo Sub-17 en el 2007 y el subcampeonato mundial en el mismo año. Durante su carrera jugó de mediapunta o como segundo delantero. Actualmente es entrenador de fútbol.

## Trayectoria
Se formó en la cantera del Espanyol. Porcar debutó en Segunda División B en la temporada 2009/10 con el Espanyol "B" jugando 22 partidos marcando 3 goles, esa temporada el filial perico descendió a Tercera División donde jugó durante la temporada 2010/11.
En 2011 firma por el filial Villarreal de la Segunda División de España, debutando el 27 de agosto de 2011 contra el Fútbol Club Barcelona "B", marcando un gol en la victoria de su equipo.
Tras esta temporada ficha por el Real Zaragoza el 1 de agosto de 2012. Casi un mes después, sin llegar a debutar en el equipo maño, el Real Zaragoza decide ceder al futbolista al Xerez Club Deportivo, donde juega la temporada 2012/13.
En enero de 2014, tras tener escaso protagonismo en la temporada en el Real Zaragoza (2 partidos de Liga y 1 de Copa del Rey) se compromete hasta junio con el K.A.S. Eupen, segundo clasificado de la Segunda División de Bélgica. La operación se cierra bajo la modalidad de cesión.

## Clubes
| Club                  | País    | Año       |
| --------------------- | ------- | --------- |
| R. C. D. Espanyol "B" | España  | 2009-2011 |
| Villarreal C. F. "B"  | España  | 2011-2012 |
| Xerez C. D.           | España  | 2012-2013 |
| Real Zaragoza         | España  | 2013-2014 |
| K. A. S. Eupen        | Bélgica | 2014      |
| Real Zaragoza         | España  | 2013-2014 |
| C. E. Sabadell F. C.  | España  | 2014-2015 |
| R. C. D. Espanyol "B" | España  | 2015-2016 |
| C. E. L'Hospitalet    | España  | 2016-2017 |

## Palmarés
| Título         | Equipo              | Sede    | Año  |
| -------------- | ------------------- | ------- | ---- |
| Europeo Sub-17 | Selección de España | Bélgica | 2007 |